# Raisova vyhlídka (Český ráj)
Raisova vyhlídka poblíž hradu Chlum-Kozlov se nachází na skalnatém výběžku a je z ní vidět především na město Turnov a okolí. Vyhlídka je označena turistickou cedulkou a je opatřena zábradlím a lavičkou s výhledem především severním směrem na Turnov a z kopců na Javorník, Kopaninu, Kalich, Sokol a Hamštejnský hřeben. Dříve z ní byl rozhled i na Kozákov a Ještěd, dnes je zakrývají vzrostlé stromy.
Vyhlídka je pojmenována podle českého spisovatele Karla Václava Raise, který v roce 1919 strávil v Kacanovech v penzionátu Český Meran (dnes Hotel Králíček) se svou rodinou celé prázdniny  a místo několikrát navštívil .

## Přístup
Vyhlídka leží na  turistické značené trase vedoucí z Kacanov do Všeně. Je přístupná pěšky či na kole, případně s kočárkem vhodným i do terénu.
Nachází se v nadmořské výšce 378 m n. m. a leží na severním okraji kopce Kozlov (381 m n. m.).

## Fotogalerie

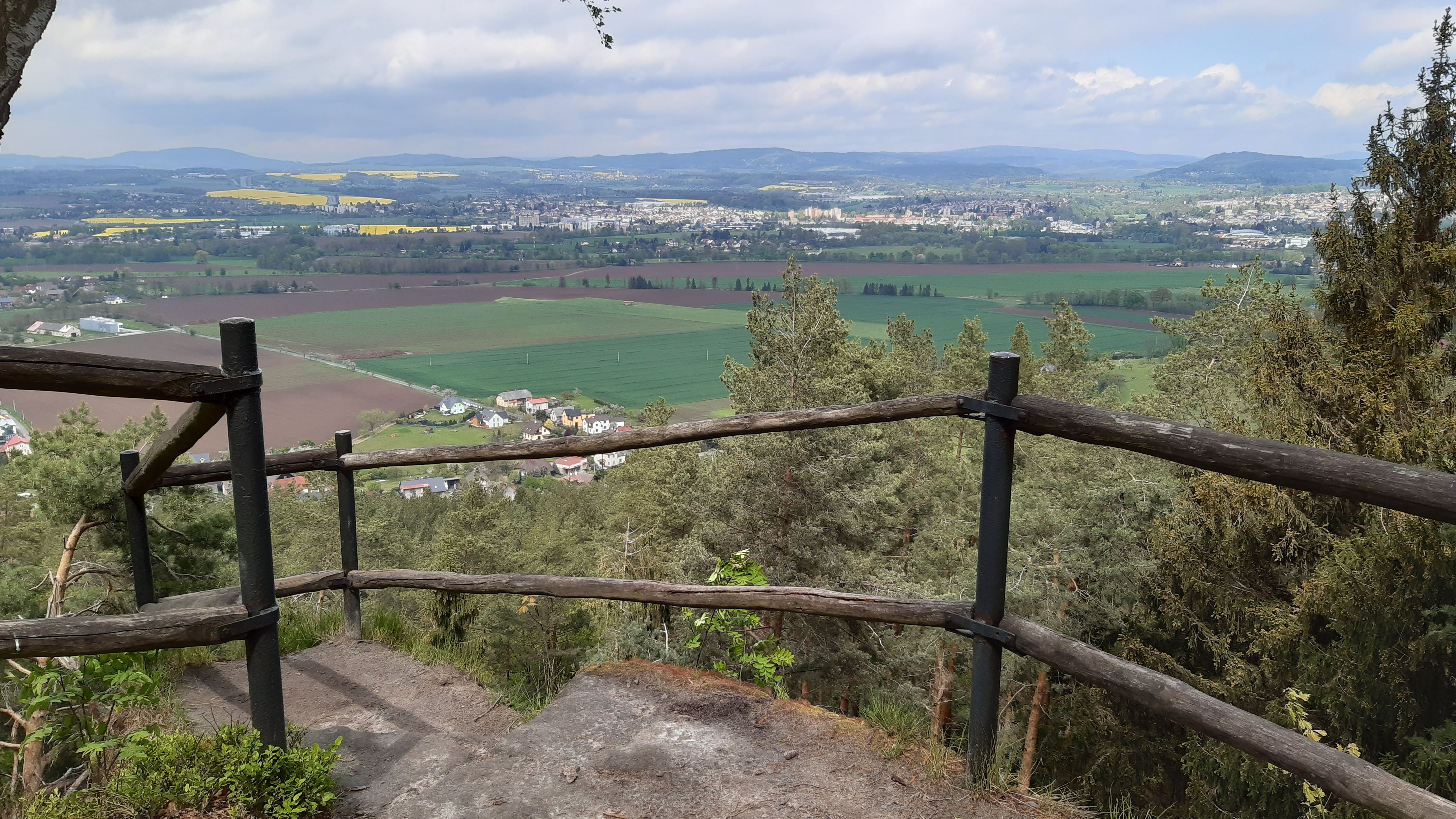
Výhled na Turnov a údolí Jizery
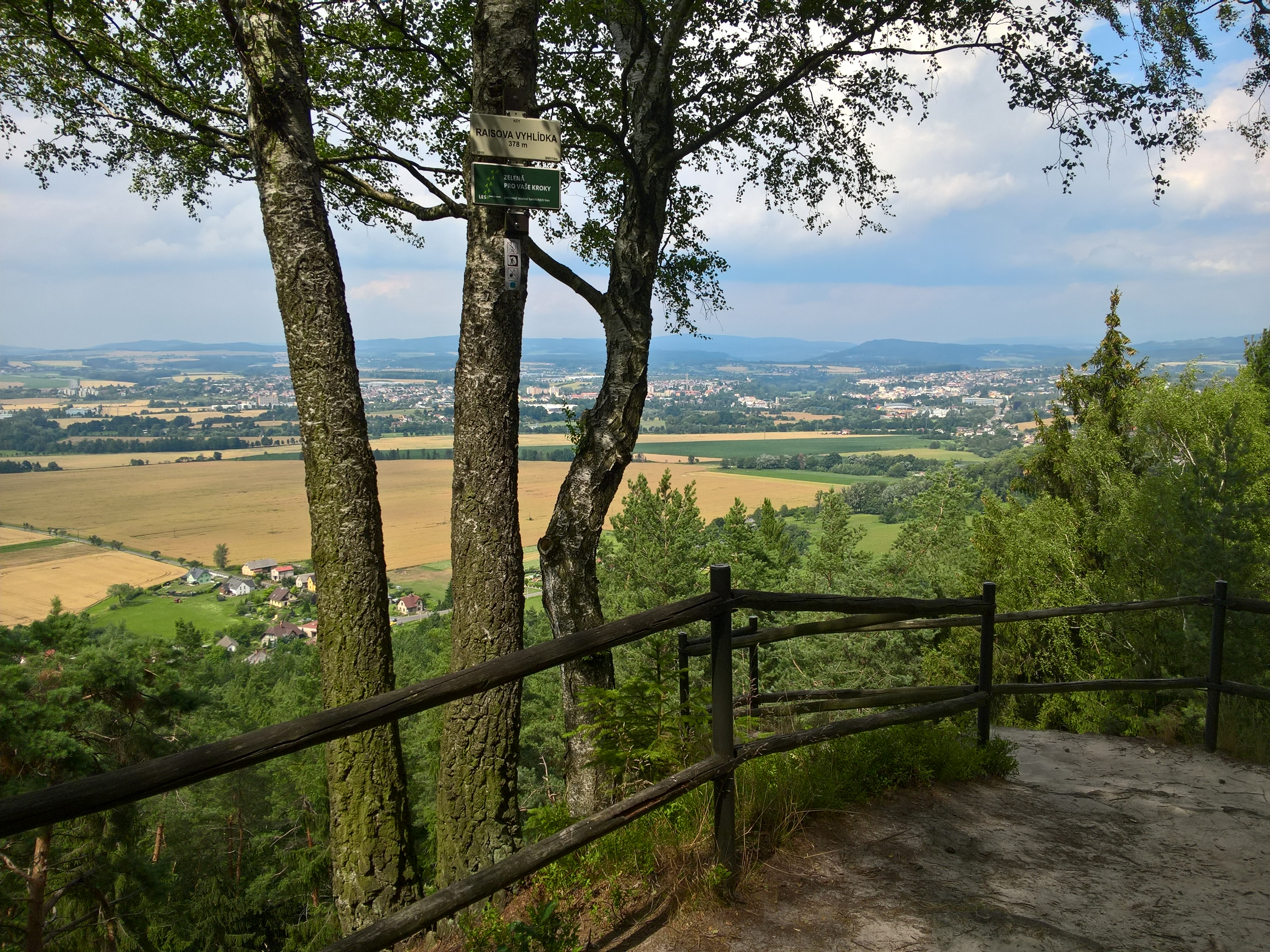
Pohled na vyhlídku
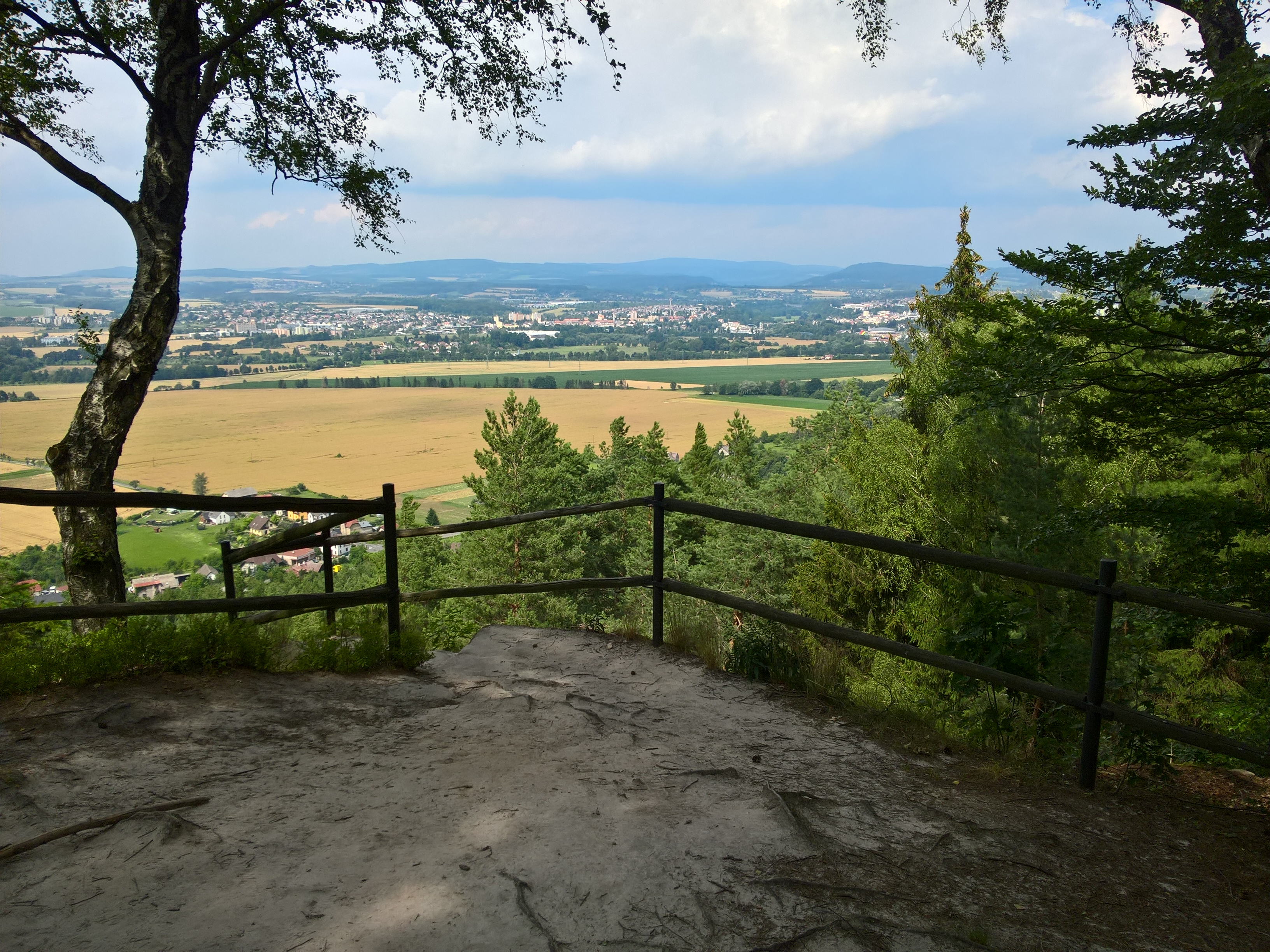
Pohled na vyhlídku
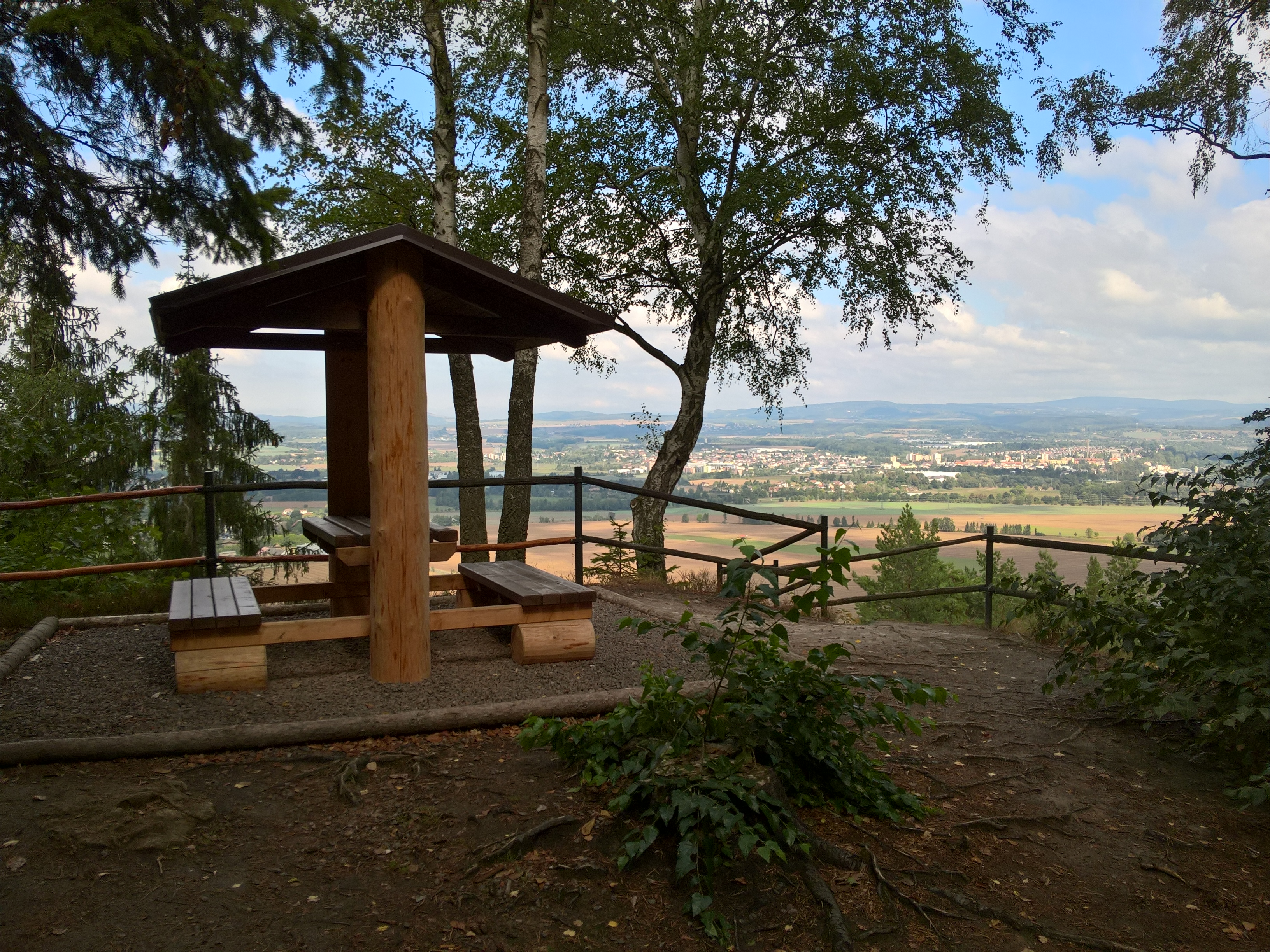
Turistický přístřešek